# Mertensia sinica
Mertensia sinica är en strävbladig växtart som beskrevs av Rudolf V. Kamelin. Mertensia sinica ingår i släktet fjärvor, och familjen strävbladiga växter. Inga underarter finns listade i Catalogue of Life.